# Národní museum Bahrajnu
Národní muzeum Bahrajnu (arabsky: متحف البحرين الوطني) je největší a nejstarší veřejné muzeum v Bahrajnu. Nachází se ve městě Manáma nedaleko Národního divadla Bahrajnu. Muzejní komplex, který byl otevřen 15. prosince 1988, nechal vybudovat bahrajnský emír Ísá bin Salmán Ál Chalífa. Stavba vyšla na 30 milionů dolarů. Muzeum se rozkládá na 27 800 m2 a je nejoblíbenější turistickou atrakcí v zemi.

## Historie

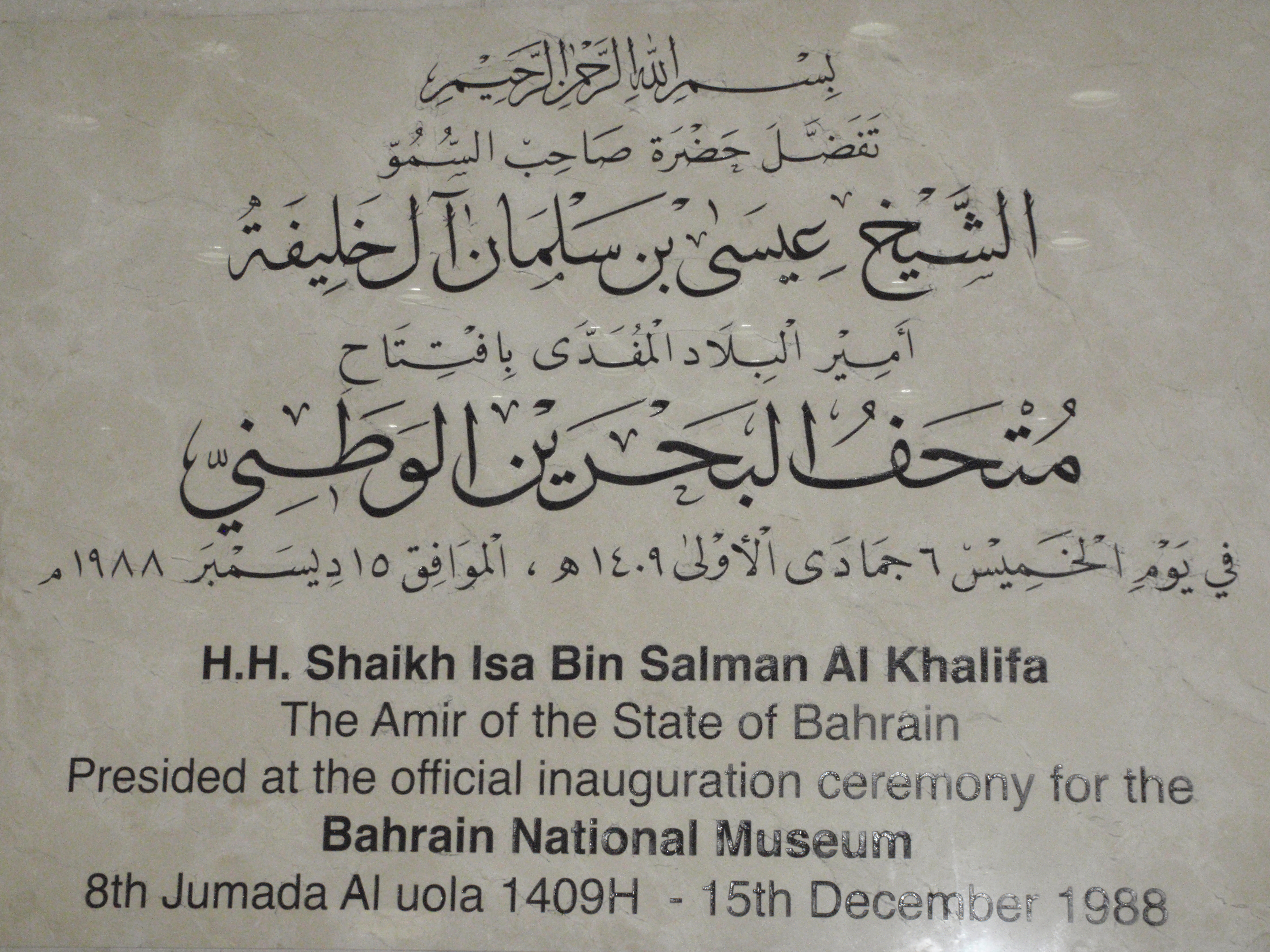
Pamětní deska k založení muzea

V roce 1957 proběhla v Bahrajnu první výstava archeologických artefaktů. Ty byly vystaveny ve městě Muhárrak ve škole Hidaya Boys School ve spolupráci s dánskou archeologickou expedicí zkoumající Qal'at al-Bahrain. Tato krátkodobá výstava trvala několik dní, ale probudila značný zájem o archeologii ze strany bahrajnské komunity. V roce 1967 podepsalo UNESCO s bahrajnskou vládou kulturní dohodu, která připravila cestu k výstavbě národního muzea. Národní muzeum bylo poprvé otevřeno v Government House v Manámě dne 4. března 1970. Muzeum otevřel tehdejší předseda státní rady Chalífa bin Salmán Ál Chalífa.
Moderní muzeum bylo navrženo dánskými architekty Krohn & Hartvig Rasmussen a oficiálně bylo otevřeno v prosinci 1988. Postaveno bylo na umělém poloostrově s výhledem na sousední ostrov Muhárrak. Muzeum sestává ze dvou budov o podlahové ploše 20 tisíc m2. V komplexu se nachází šest stálých expozic, vzdělávací sál, obchod se suvenýry a bufet, laboratoře a sklady pro ochranu hospodářství a parkoviště. Muzeum oslavilo své 25. výročí v roce 2013 rekonstrukcí Sálu dilmunských hrobek a pořádáním mezinárodní konference o vývoji muzea.

## Sbírky
Muzeum vlastní sbírku bahrajnských starověkých archeologických artefaktů získaných od roku 1988 pokrývající asi 5 tisíc let dějin Bahrajnu. Muzejní komplex zahrnuje tři sály věnované archeologii a starověké civilizaci Dilmun. Další dva sály zobrazují kulturu a životní styl předindustriální minulosti Bahrajnu.

### Sál Dilmunu
Expozice se zaměřuje na artefakty a historii dilmunské civilizace od 5000 př. n. l. do 400 př. n. l. včetně její rozsáhlé obchodní sítě s Mezopotámií a údolím Indu. Vystaveny jsou zde dilmunská pečetidla, artefakty z chrámu Barbar a chrámu Saar, stejně jako dilmunská keramika. Pozoruhodným exponátem je Durandův kámen, dlouhá černá čedičová socha pocházející z babylonské éry. Dalším významným exponátem je živý obraz zobrazující scénu z Eposu o Gilgamešovi (ve kterém se mluví o Bahrajnu jako o dilmunském ráji).

### Sál dilmunských hrobek
V tomto sálu je expozice zaměřená na pohřební praktiky dilmunské civilizace a je zde umístěna i skutečná mohyla, která byla převezena z A'ali a v muzeu znovu sestavena. V roce 2013 byl sál z důvodu renovace uzavřen a pro veřejnost byl znovu otevřen 26. června 2018. Tuto renovaci navrhl francouzský architekt Didier Blin. Do expozice byla nově instalována multimédia a také vystaveny nálezy v době rekonstrukce aktuálních vykopávek. V roce 2019 byly dilmunské pohřební mohyly zapsány na seznam světového dědictví UNESCO.

### Sál Tylu a islámu
V tomto sálu expozice pokrývá historii Bahrajnu ovlivněnou helénskou érou a to od 2. století př. n. l. Také jsou zde zastoupeny interakce se Seleukovskou říší a královstvím Characene. V expozici lze najít glazovanou keramiku a sklenice, alabastrové nádoby a šperky pocházející z daného období. Islámská část expozice sleduje přijetí islámu v 7. století a zabývá se dějinami až do 18. století. Jsou zde vystaveny artefakty z mešity Khamís, která je nejstarší bahrajnskou mešitou, stejně jako nápisy v kúfském písmu, dřevěné trámy, keramika a sklo.

### Sál dokumentů a rukopisů
V této expozici jsou vytaveny vzácné kopie Koránu ze 13. a 14. století, poznámky o astronomii a historické dokumenty a dopisy vládnoucí rodiny Ál Chalífa.

### Sál zvyků a tradic
Tato expozice se zaměřuje na zvyky a tradice Bahrajnu před objevením ropy v roce 1932 a jeho následnou modernizaci. Jsou zde vystaveny předměty týkající se každodenního života, jako je dětství, manželství, móda, místní náboženské a lékařské praktiky a struktura tradičního bahrajnského domu.

### Sál tradičních řemesel a obchodu
Tato expozice je replikou tradičního bahrajnského bazaru, známého jako souq. Jsou zde představena tradiční řemesla a lov perel, který byl klíčovou součástí předropné ekonomiky Bahrajnu.

## Fotogalerie

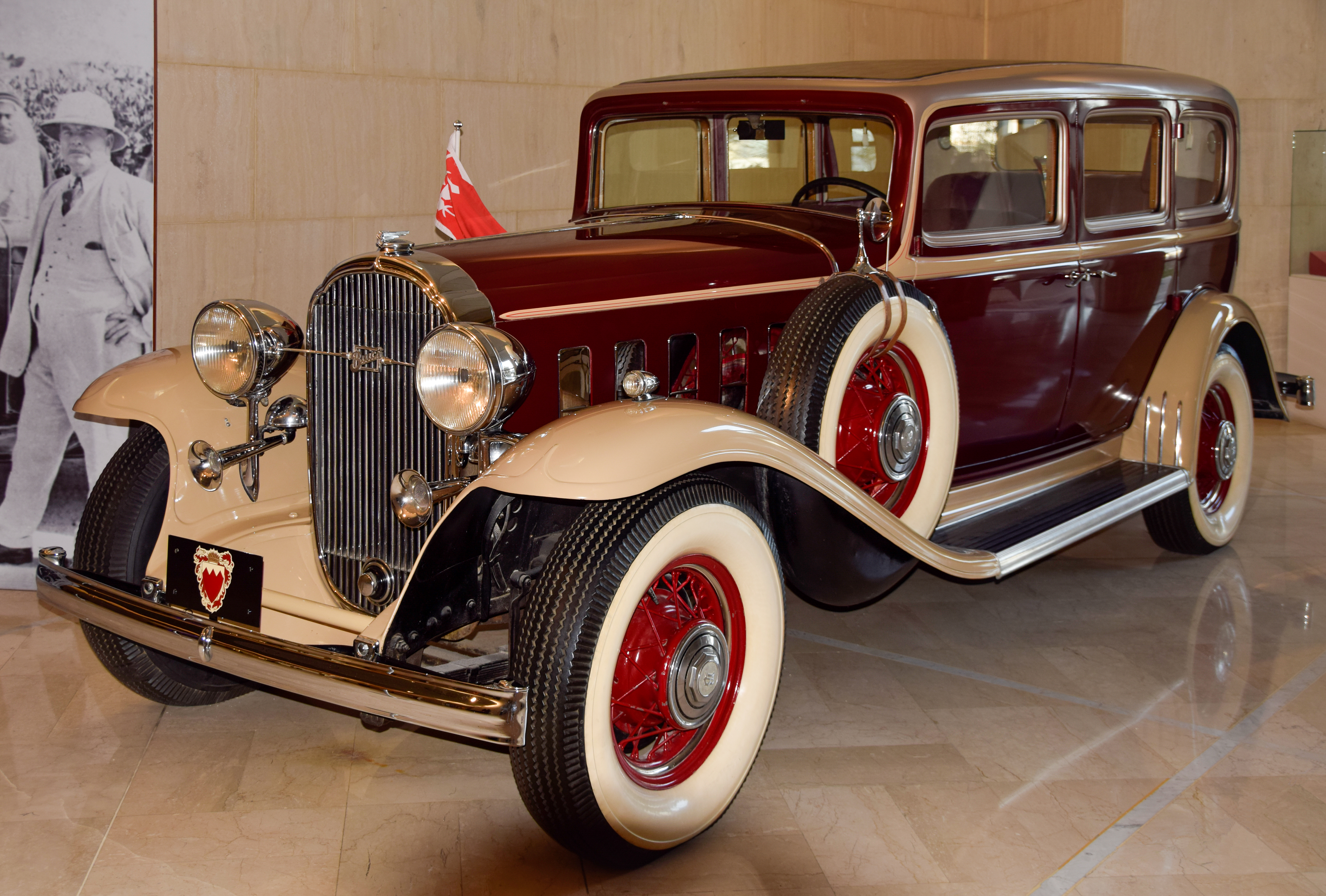
Restaurovaný Buick z roku 1932, který obdržel Ísá bin Salmán Ál Chalífa od americké vlády. Muzeu byl darován v roce 1992.
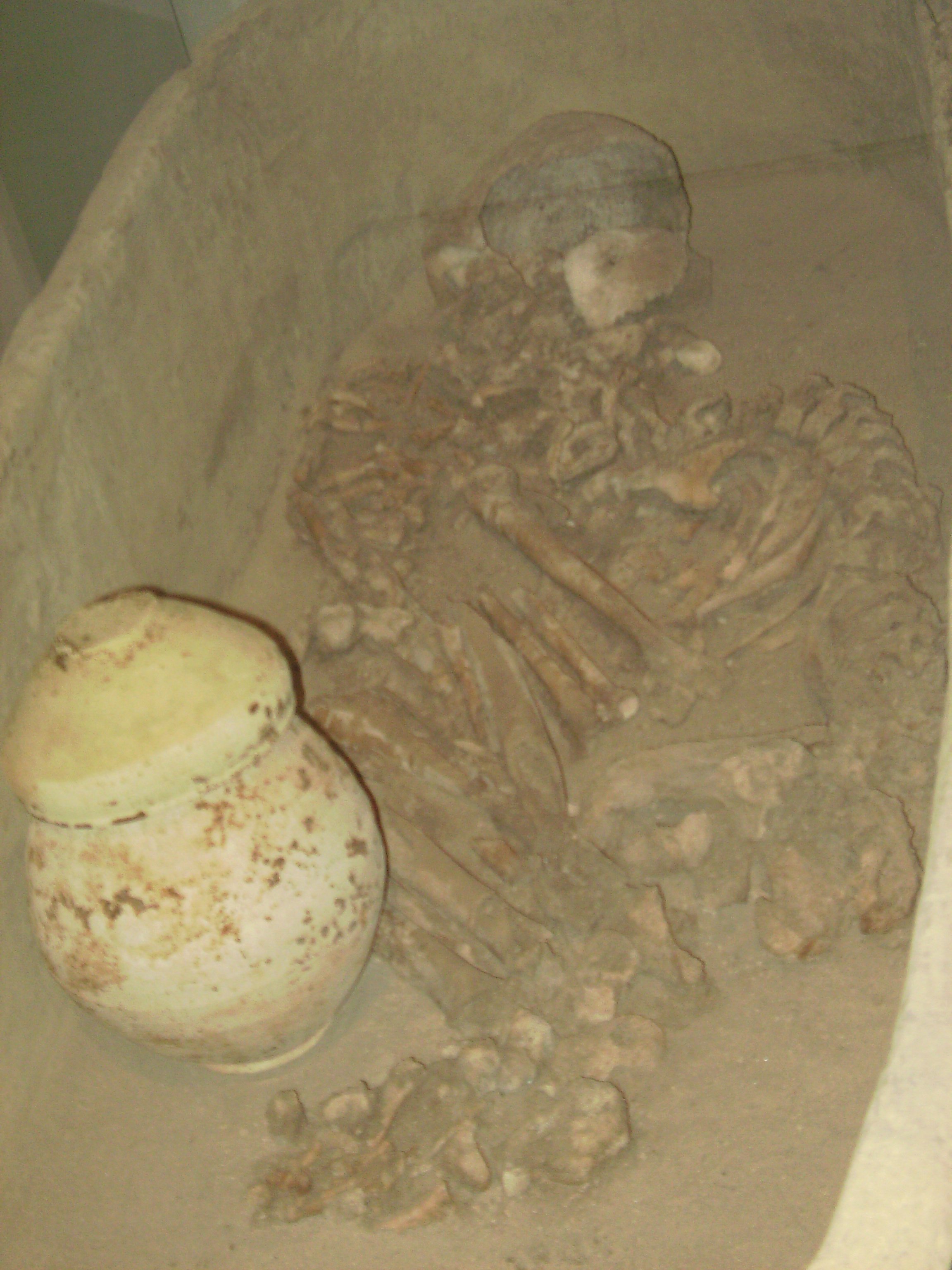
Asyrská hliněná rakev, 6. století př. n. l.
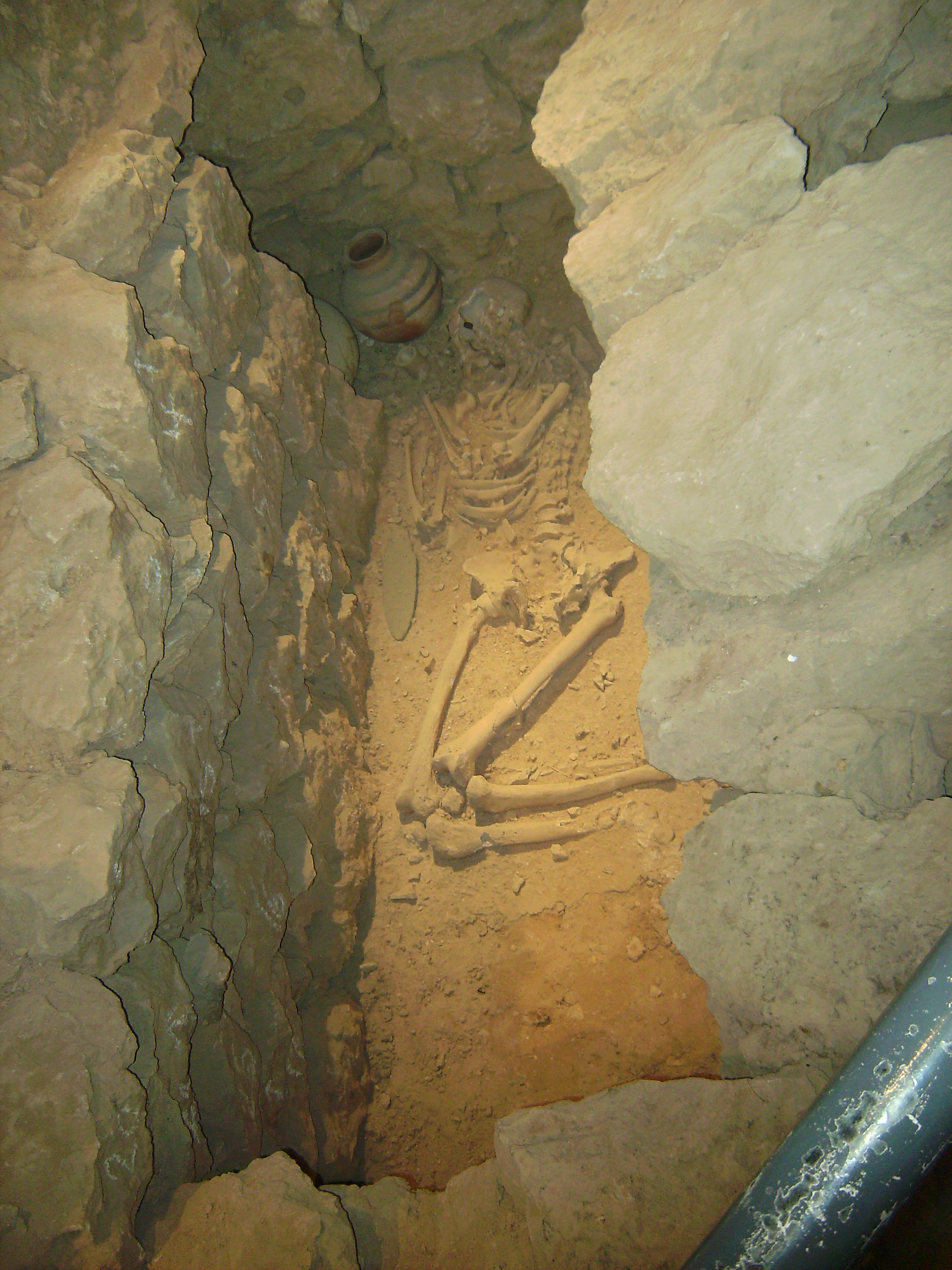
Raná pohřební mohyla, původně z města Hamád
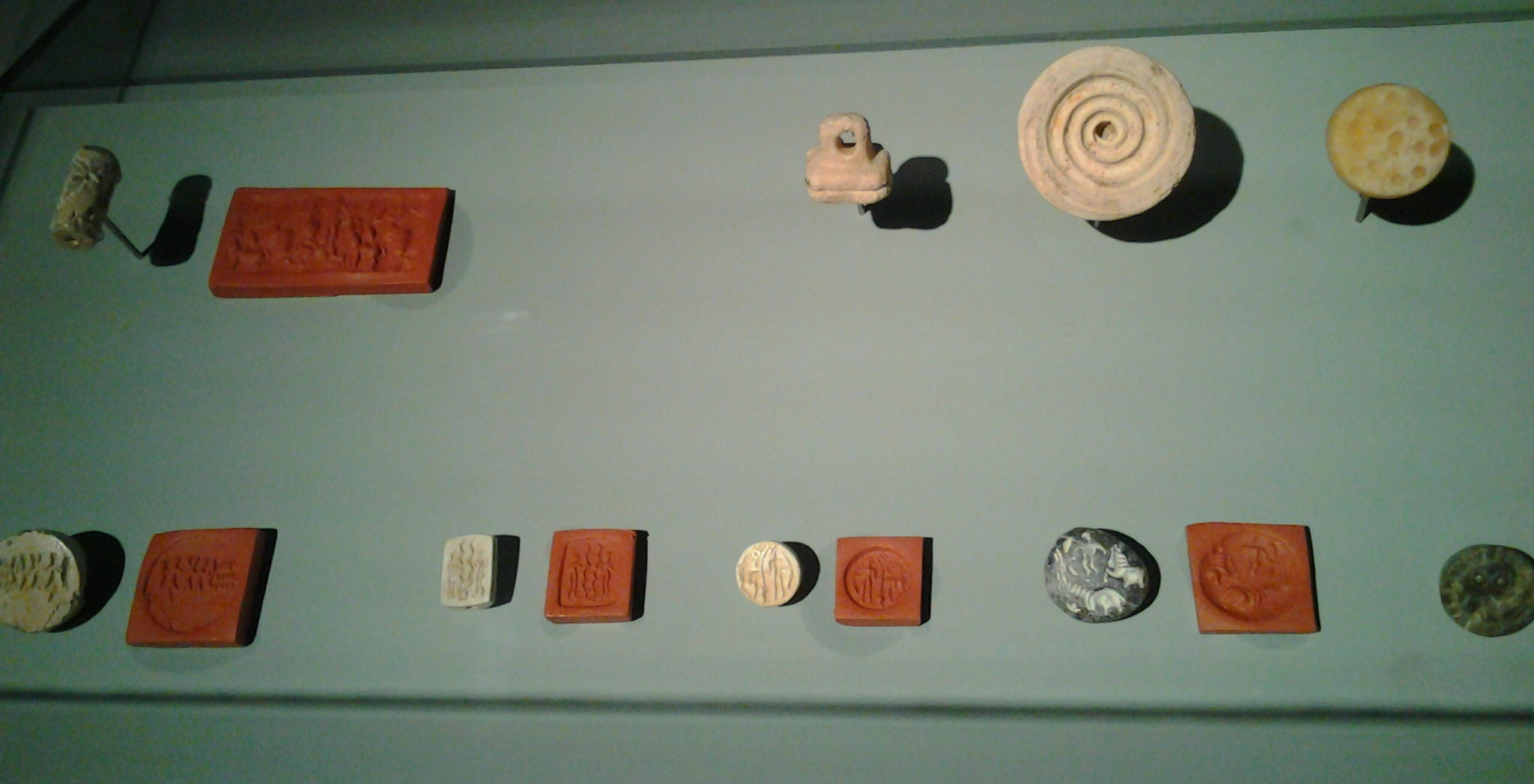
Dilmunská pečetidla, 2000 až 1800 př. n. l.